# Walnut Grove (California)
Walnut Grove es un lugar designado por el censo ubicado en el condado de Sacramento en el estado estadounidense de California. En el año 2000 tenía una población de 869 habitantes y una densidad poblacional de 74.3 personas por km². Walnut Grove forma parte del área metropolitana de Sacramento.

## Geografía
Walnut Grove se encuentra ubicado en las coordenadas 38°14′37″N 121°30′44″O / 38.24361, -121.51222. Según la Oficina del Censo, la ciudad tiene un área total de 9 km² (3,5 mi²), de la cual 8,1 km² (3,1 mi²) es tierra y 0,9 km² (0,3 mi²) (9.86%) es agua.

## Demografía
Según la Oficina del Censo en 2000 los ingresos medios por hogar en la localidad eran de $40,179, y los ingresos medios por familia eran $39,667. Los hombres tenían unos ingresos medios de $41,563 frente a los $23,417 para las mujeres. La renta per cápita para la localidad era de $14,939. Alrededor del 11.3% de la población estaban por debajo del umbral de pobreza.